# Onthophagus worooa
Onthophagus worooa är en skalbaggsart som beskrevs av Ross Storey och Bevan S. Weir 1990. Onthophagus worooa ingår i släktet Onthophagus och familjen bladhorningar. Inga underarter finns listade i Catalogue of Life.